# Edward Holcroft
Edward Holcroft est un acteur britannique, né le 23 juin 1987 à Londres en Angleterre.

## Biographie
Edward Holcroft est  né le 23 juin 1987 à Londres, Angleterre. Son père Patrick Holcroft, fut Lieutenant-Colonel dans l'armée et est désormais banquier. Sa mère, Kathleen "Annie" Holcroft (née Roberts), travaille au Condé Nast. Il a trois frères, dont Oliver Holcroft qui a servi en Afghanistan.

## Carrière
Il commence sa carrière au cinéma en 2014 dans Vampire Academy de Mark Waters avec Zoey Deutch, Lucy Fry et Olga Kurylenko.
L'année suivante, il intègre le casting du premier volet de Kingsman, intitulé Kingsman : Services secrets et joue dans les séries Dans l'ombre des Tudors et London Spy.
En 2017, il reprend son rôle dans Kingsman : Le Cercle d'or et joue aux côtés de Sarah Gadon dans la série Captive, mais également dans Gunpowder.
En 2018, il est présent au cinéma dans À l'heure des souvenirs. Deux ans plus tard, il incarne le rôle de Arthur Kinnaird dans la série  The English Game.

## Filmographie

### Cinéma
- 2014 : Vampire Academy de Mark Waters : Aaron
- 2015 : Kingsman : Services secrets (Kingsman: The Secret Service) de Matthew Vaughn :  Charles « Charlie » Hesketh
- 2017 : Kingsman : Le Cercle d'or (Kingsman : The Golden Circle) de Matthew Vaughn :  Charles « Charlie » Hesketh
- 2018 : À l'heure des souvenirs (The Sense of an Ending) de Ritesh Batra : Jack Ford
- 2020 : Corvidae de Joe Marcantonio : Ben

### Séries télévisées
- 2015 : Dans l'ombre des Tudors (Wolf Hall) : George Boleyn
- 2015 : London Spy : Alex
- 2017 : Captive (Alias Grace) : Dr Simon Jordan
- 2017 : Gunpowder : Thomas Wintour
- 2020 : The English Game : Arthur Kinnaird
- 2022 : The Undeclared War : James Cox

### Théâtre
- 2005 : All's Well That Ends As You Like It mise en scène Alistair Blackwell : Le chasseur
- 2005 : Roméo et Juliette : Tybalt
- 2009 : According To... mise en scène David Ralf : John Mark
- 2009 : Knuckle mise en scène Cicely Hadman : Curly Delafield
- 2010 : Henry IV mise en scène Simon Tavener : Hotspur
- 2010 : Time to Kill mise en scène Stuart Watson : Joshua
- 2012 : Roméo et Juliette mise en scène Rebecca Smith : Roméo
- 2015 - 2016 : Les Liaisons Dangereuses mise en scène Josie Rourke : Le Chevalier Danceny